# Sonasasjön
Sonasasjön är en sjö i Ljungby kommun i Småland och ingår i Helge ås huvudavrinningsområde. Sjön har en area på 0,172 kvadratkilometer och ligger 153 meter över havet.

## Delavrinningsområde
Sonasasjön ingår i det delavrinningsområde (629912-139836) som SMHI kallar för Utloppet av Stensjön. Medelhöjden är 150 meter över havet och ytan är 56,82 kvadratkilometer. Räknas de 8 avrinningsområdena uppströms in blir den ackumulerade arean 257,5 kvadratkilometer. Helge å som avvattnar avrinningsområdet har biflödesordning 2, vilket innebär att vattnet flödar genom totalt 2 vattendrag innan det når havet efter 157 kilometer. Avrinningsområdet består mestadels av skog (50 %), jordbruk (10 %) och sankmarker (21 %). Avrinningsområdet har 5,62 kvadratkilometer vattenytor vilket ger det en sjöprocent på 9,9 %.